# ゴンサロ・オルティス・ディエス＝トルトサ
ゴンサロ・オルティス・ディエス＝トルトサ（スペイン語: Gonzalo Ortíz Díez-Tortosa、1948年11月8日 - ）は、スペインの外交官、大使。2014年から2018年にかけて在韓国大使、2015年より在北朝鮮大使（非常駐）を務めている。

## 経歴
コルドバ大学法学・経済学部を卒業後の1973年、外交官としてのキャリアを歩み始める。駐日大使館（1983～1985年）や在中国大使館での勤務（1988～1990年）、リオデジャネイロ総領事（1990～1993年）、シドニー総領事（1996～1999年）を経て、2002年に在ベトナム大使を拝命した。その後、在インド大使館の序列第二位（2006～2009年）やスペイン本国での勤務を経て2011年に上海総領事に就任。
2014年8月1日、在韓国大使を拝命。同年10月27日、ソウルの青瓦台で朴槿恵大統領に信任状を捧呈した。
2015年、在北朝鮮大使として平壌を訪問し、万寿台議事堂で最高人民会議常任委員会の金永南委員長に信任状を捧呈した。オルティスが南北朝鮮両国の駐在大使として在任中の2017年9月24日、スペイン政府は国連安保理決議に背いて核実験を繰り返す北朝鮮に対する制裁として、マドリード駐在の金赫哲（キム・ヒョクチョル）北朝鮮大使をペルソナ・ノン・グラータに認定し、国外追放を命じた。